# 野点

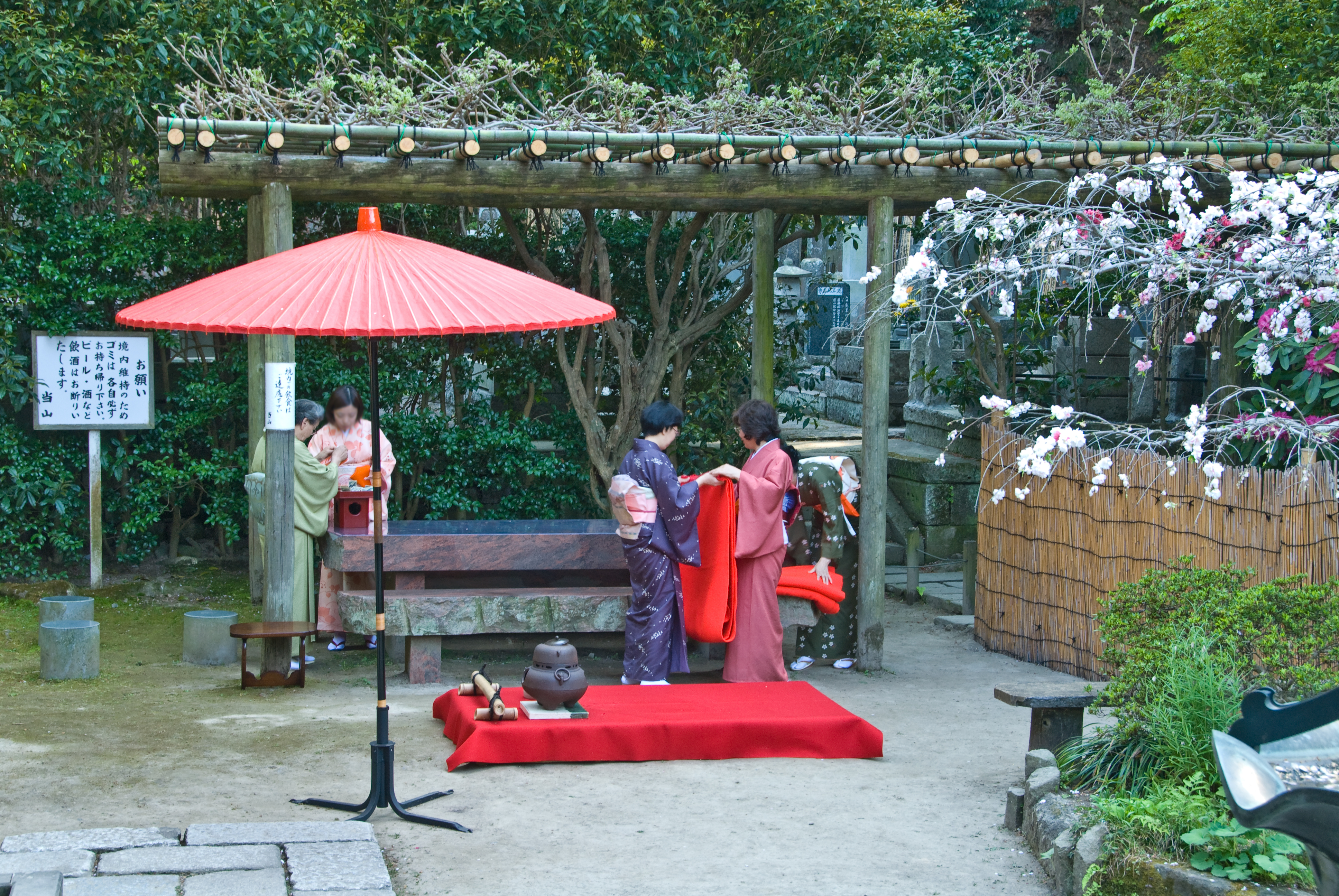
野点の一例

野点（のだて）とは、屋外で湯を沸かして催す茶会のこと。ふすべ茶、野がけ、柴火とも呼ぶ。特に茶道において戸外で茶を点てる（たてる）ことをこのように呼ぶが、茶道など日本古来の様式にしたがっている場合には一律にこのように呼ばれ、屋内での茶道では重視される細かい作法が簡略化された気安い催しの場合もある。

## 概要
野点は、主に気温や天気の面から屋外で過ごしやすい春または秋の、天気が良くさりとて日差しが強すぎない時期に行われる催し物である。地面に毛氈というマットをひき、この上に座って茶を楽しむ。茶菓子（和菓子）が出る場合もあるが、茶が主体であり喫食は主体ではない。食事を主体とするものは野がけ（のがけ）というが、日本国外を発祥とした行楽様式としてのピクニックに似ている。茶道では抹茶を使うが、広義には緑茶や煎茶を戸外で楽しむ場合も含む。
こういった活動は、戸外で季節の移り行く様子を楽しむために行われるもので、四季の変化が自然の様々な表情を生み出す日本において、古くから行われている。なお野点と平行して俳句や和歌を作ったり聞かせたりすることを楽しんだり、ほかの戸外での行楽の傍らに行われることがある。
由来は戦国時代の武将が遠征の途中で、あるいは江戸時代の大名らが狩りの傍ら、戸外での休憩をかねて茶を楽しんだことであるが、茶を点てるのに湯が必要であり、これを沸かすための燃料も野に求めた場合、例えば箱崎茶会の逸話が示すとおり、屋内での茶会では得難い体験ともなるようである。なおこういった煙の香りが湯に風味を与えている場合を指して「ふすべ」（くすんでいる状態）と呼び、これで点てた茶を「ふすべ茶」という。
箱崎茶会（天正15年6月14日）
天正15年（1587）6月、豊臣秀吉が九州平定の後、暫く筑前の箱崎にある筥崎宮に滞在して博多の町割りを行っていた折に催した茶会で、箱崎にある松林で千利休が茶を点てた。松の枝に雲龍の小釜を釣り、松葉を燃料に湯を沸かした際に、煙となって立ち上るえもいわれぬ芳香が茶会に風情を添えたという。なお利休はこの茶会を記念して、筥崎宮に灯籠（灯篭）を一基奉納している。
北野大茶湯（天正15年10月1日）
天正15年（1587）10月1日に豊臣秀吉によって行われた北野大茶湯においても、北野天満宮の経堂の側に地葺きの茶屋を構え、松ぼっくりを燃やして湯を沸かし、50ばかりの法師が松の枝に掛けた麦こがしを点てて出した。秀吉がこれを賞賛したと残されている。
ただ「ふすべ茶」に関しては、岩波文庫版『南方録』注釈において「ふすべ茶の湯」とした上で「ものを燻べる（くすべる）ような粗末な茶」としており、余り上等ではないという位置付けのようだ。
日本が近代化して以降でも野点はしばしば戸外で楽しむ行楽の様式として存続しており、花見や紅葉狩りのような行楽の一部として、または野点を主体として庭園（→日本庭園）から完全な野外に至るまで様々な場所で催されている。個人レベルでも、趣味の範疇で好事家が戸外で茶を点てる場合もある。

## 道具
抹茶を点てる場合でも、道具は基本的に茶碗と茶筅があればよく、あとは湯を沸かす鍋釜があれば事足りる。こと現代ではキャンプ用の屋外調理器具や携帯機器としての調理用熱源も発達しており、また保温性の高い魔法瓶もあることから、これらを利用することでより簡便に楽しむことも可能である。
より本格的には、茶釜を移動式ないし仮設のかまどに載せて湯を沸かすなどして点てるが、これはやや大規模な野点に限定される。
煎茶道の場合は、道具一式を収納して持ち運ぶための提籃と呼ばれる籠があり、これに湯を沸かすためのボーフラ・涼炉を組み合わせて茶を淹れるのが普通である。

## 精神
茶道における野点においては、余りこれといった作法は無い。しかしその自由さが趣のある茶会とするには難しい側面を含んでいて、名人と呼ばれる茶人にあっても真に趣を備えたものにするのは困難であるらしい。茶道の指南書である『南方録』（「三一」および「三二」）では「定法なきがゆえに定法あり」と示されており、景観に心を奪われ過ぎるのも雑談など行楽に興じてしまうのも芳しくなく、相当な名人でもなければ難しい。
なお『南方録』によれば、場所の選定にあたっては、その土地で「いさぎよき所」（「清々しい場所」の意味）を選ぶ他、使用する器物（茶道具）は水で濯いで清潔にすることを第一とするなどの心得が示されている。その一方で、元より形式外のものであるため、上等な道具を使うことを良しとしながらも、その場に応じて執り行うべきだともしている。ただ自然に振舞うには、俗なところが無く悟った境地にある者でないと難しいともしており、未熟者はそういった脱俗の境地にいる者をまねるべきだとしている。